# Tomislav Jablanović
Tomislav Jablanović (ur. 18 maja 1921 w Dolacu, zm. 10 września 1986 w Mosbachu) – bośniacki duchowny katolicki, teolog, biskup pomocniczy archidiecezji sarajewskiej w latach 1970–1986.

## Życiorys
Urodził się w 1921 roku we wsi Dolac k. Travnika. Po ukończeniu szkoły w rodzinnej miejscowości kontynuował naukę w gimnazjum w Travniku. W listopadzie 1943 został wyświęcony na księdza, a rok później ukończył studia teologiczne w Sarajewie.
16 listopada uzyskał nominację na biskupa pomocniczego archidiecezji sarajewskiej. 18 kwietnia 1971 uzyskał sakrę biskupią z rąk abp. Smiljana Franja Cekady.
W 1970 obronił pracę doktorską pt. Apologetska islamska argumentacija. Zmarł w czasie wizyty w niemieckim Mosbachu.
Pochowany na cmentarzu Mirogoj w Zagrzebiu.